# Балагов, Кантемир Артурович
Кантеми́р Арту́рович Бала́гов (род. 28 июля 1991, Нальчик, Кабардино-Балкарская АССР, РСФСР, СССР) — российский кинорежиссёр, сценарист и оператор.

## Биография
Родился 28 июля 1991 года в Нальчике. Отец — предприниматель, мать — учительница химии и биологии, работающая завучем в школе.
Смотреть кино любил с детства, а в 18—19 лет сам начал снимать небольшие ролики, затем вместе с друзьями снял интернет-сериал, состоящий из 10-минутных эпизодов. В поисках самореализации написал письмо режиссёру Александру Сокурову, руководившему творческой мастерской в Кабардино-Балкарском университете. Был зачислен сразу на третий курс и впоследствии успешно окончил обучение.
Во время учёбы снял несколько игровых и документальных фильмов. Первый короткометражный фильм вышел в 2014 году. Некоторые короткометражки Балагова были показаны на 67-м кинофестивале в Локарно. В 2016 году выступил как один из сценаристов к фильму «Софичка» своей однокурсницы Киры Коваленко, у которой, по его словам, многому научился.
В 2017 году дебютировал в качестве режиссёра с полнометражным фильмом «Теснота» в программе «Особый взгляд» на 70-м Каннском кинофестивале, где получил приз ФИПРЕССИ. В 2017 году удостоен премии «GQ Russia» в категории «Открытие года».
В 2019 году на 72-м Каннском кинофестивале Балагов со своим новым фильмом «Дылда» снова участвовал в программе «Особый взгляд», где получил приз за лучшую режиссуру, а также приз ФИПРЕССИ. В том же году картина Балагова была выдвинута от России на премию «Оскар» в номинации «Лучший фильм на иностранном языке», попала в шорт-лист премии, но в итоге номинирована не была.
В 2021 году стало известно, что Кантемир Балагов станет режиссёром пилотного эпизода сериала по мотивам игры «The Last of Us» для HBO, В октябре 2022 года The Hollywood Reporter сообщил, что Кантемир Балагов, который должен был снять пилотный эпизод сериала «Одни из нас» (The Last of Us), основанного на одноименной видеоигре, вышел из проекта. По словам самого режиссёра он покинул проект из-за «творческих разногласий». По данным издания, в тот момент он работал над своим первым англоязычным фильмом под названием «Butterfly Jam» об отношениях отца и сына — эмигрантов из Кабардино-Балкарии в Нью-Джерси.
В связи с вторжением России на Украину в 2022 году поддержал Украину и покинул Россию.
В 2022 году Балагов вместе с Кирой Коваленко приглашён отбирать серию фильмов, которые будут представлены на 49-м Международном кинофестивале в Теллурайде, который пройдет со 2 по 5 сентября в Колорадо.
В октябре 2022 года стало известно, что Балагов приступил к съёмкам своего англоязычного дебюта — полнометражного фильма Butterfly Jam. Продюсерами фильма выступят Ари Астер, Ларс Кнудсен и Александр Роднянский.
6 апреля 2023 года Балагов заявил об уходе из кино, сказав, что «два фильма достаточно», и удалил свои аккаунты в соцсетях.
В мае 2023 года продюсер Александр Роднянский заявил в эфире «Дождя», что режиссер Кантемир Балагов продолжит работу в кино и уже написал «замечательный англоязычный сценарий»: «Кантемир Балагов будет, конечно, (работать) режиссером, и он работает над своим следующим фильмом. Я был удивлен эмоциональной реакцией такого количества СМИ, которые решили откликнуться на эмоциональное высказывание талантливого молодого режиссера, прореагировавшего на один из сюжетов, связанных с развитием фильма».

## Взгляды
В связи с вторжением России на Украину в 2022 году поддержал Украину и покинул Россию.
«Прошел ровно год с начала этой преступной, бессмысленной войны, лишившей людей не только жизней и будущего, но и веры в другого человека». — Балагов на своей странице в Instagram.

## Фильмография
| Год  | Фильм       | Роль     | Роль      | Роль         |
| Год  | Фильм       | Режиссёр | Сценарист | Кинооператор |
| ---- | ----------- | -------- | --------- | ------------ |
| 2013 | Андрюха     | Да       | Да        | Да           |
| 2013 | Молодой ещё | Да       | Да        | Да           |
| 2014 | Она ждёт    |          |           | Да           |
| 2014 | Первый я    | Да       | Да        | Да           |
| 2016 | Софичка     |          | Да        |              |
| 2017 | Теснота     | Да       | Да        |              |
| 2019 | Дылда       | Да       | Да        |              |

## Критика
«Балагов — настоящий мастер, природное дарование, самобытный художник, чье существование в российском и теперь уже мировом кино игнорировать невозможно» — российский кинокритик Антон Долин.
«Остается надеяться, что всем нам не придется защищать священное право Кантемира Балагова делать свое пижонское и драматургически не слишком убедительное кино» — российский кинокритик Станислав Зельвенский. 